# 神崎町 (兵庫県)
神崎町（かんざきちょう）は、かつて兵庫県のほぼ中央部に存在した町。兵庫県中播磨県民局の管轄だった。
2005年11月7日、大河内町と合併して神河町となり、廃止された。

## 地理
播磨地方北部に位置し、市川水系の越知川・猪篠川流域を占める山間部の町。
- 山: 千ヶ峰
- 河川: 越知川

### 隣接していた自治体
- 朝来市、多可町、市川町、大河内町

## 歴史
- 1955年（昭和30年）3月31日 - 越知谷村・大山村・粟賀村が合併して神崎町が発足。
- 2004年（平成16年）- 全国消防操法訓練大会に第八分団第一部（現：福本分団）が出場して3位。
- 2005年（平成17年）11月7日 - 大河内町と合併して神河町が発足。同日神崎町廃止。町制50周年だった。

## 行政
- 町長：足立理秋（あだちみちあき）

## 地域

### 教育
現在、神崎町立の部分は全て神河町立となっている。なお、小学校には幼稚園が併設されている。
- 神崎町立粟賀小学校
- 神崎町立大山小学校
- 神崎町立越知谷第一小学校:第二小学校との統合に際し、越知谷小学校となっている
- 神崎町立越知谷第二小学校（閉校）
- 神崎町立神崎中学校
- 兵庫県立神崎高等学校

## 交通

### 鉄道路線
- 中心となる駅：JR播但線寺前駅（大河内町に所在）

### バス路線
- 姫路駅から中心集落の粟賀（あわが）へ、神姫バスが運行：2010年末で運行を休止

### 道路
- 高速道路
  - 播但連絡道路 神崎南ランプ、神崎北ランプ
- 国道
  - 国道312号
- 都道府県道
  - 兵庫県道8号加美山崎線
  - 兵庫県道367号岩屋生野線

## 名所・旧跡・観光スポット・祭事・催事
- ヨーデルの森という農村体験施設がある。
- 法楽寺：新西国三十三観音札所 第15番